# Antonio Espina y Capó
Antonio Espina y Capó (* 5. Juli 1850 in Ocaña; † 18. Januar 1930 in Madrid) war ein Mediziner und spanischer Pionier der Radiologie.
Er war der Erste, der in Madrid Röntgenstrahlen verwendete. Er schlug auch den Begriff Röntgen anstelle von Elektrofotografie vor. Er schrieb zahlreiche Werke zur Kardiologie und Epidemiologie der Tuberkulose.
1916/17 war er Senator der Provinz Teruel.

## Autobiografie
- 1850 a 1920. Notas del viaje de mi vida.